# Гениократия

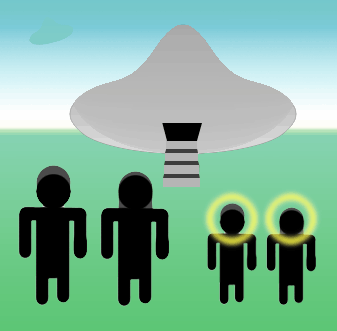
Символика раэлианского движения

Гениокра́тия (англ. Geniocracy) — гипотетическая форма государственного правления, предложенная французским журналистом Клодом Ворилоном, именующим себя Раэлем, лидером Международного раэлианского движения, в 1977 году в своей книге «Гениократия». Основная характеристика этой формы правления заключается в установлении определённых критериев уровня интеллекта как для политических лидеров, так и для электората.

## Определение
Термин «гениократия» происходит от слова «гений» и описывает политическую систему, основанную на интеллекте и сострадании в качестве основных факторов управления. Система также является выборной, но в отличие от ныне существующих либеральных демократий, вводит для кандидатов на управленческие должности и электората некий «интеллектуальный ценз»: уровень общего или творческого интеллекта должен быть на 50 % выше среднего для управленцев и на 10 % выше среднего для избирателей. По мнению Раэля и его сторонников, введение таких критериев должно устранить недостатки современных демократических систем. Главный объект критики раэлитов — неспособность большинства населения обеспечить разумную платформу для разумного принятия решений с целью постоянного решения проблем. Раэлиты считают, что современные демократические институты больше озабочены решением ситуативных вопросов, при этом нередко на основе эмоций, нежели принятием долгосрочных критически важных решений. Гениократия высмеивает либеральную демократию как форму «медиократии». При гениократии Землёй будет править всемирное гениократическое правительство.

## Описание
Политическая программа гениократии высмеивает нынешние государственные системы как неадекватные для решения современных глобальных проблем, таких как защита окружающей среды, социальная справедливость, права человека и текущая экономическая ситуация. В качестве альтернативы гениократия предлагает создание мирового правительства и альтернативную экономическую модель, называемую экономическим гуманитаризмом. Автор «Гениократии» рекомендует создать мировое правительство, а мир разделить на 12 регионов, причём избиратели сами должны проголосовать за то, в каком регионе они хотят жить. После определения регионов они по аналогичной процедуре делятся на 12 секторов. В то время как сектора одного и того же региона определяются как имеющие равное количество жителей, сами регионы могут иметь разное число жителей, которое будет пропорционально количеству имеющих право голоса.
В ответ на критику сторонники гениократии отмечают, что нынешняя система всеобщего избирательного права, в свою очередь, является несовершенной и в разных странах дискриминирует различные группы людей, в частности, женщин, беженцев, иммигрантов, расовых, этнических и религиозных меньшинств, несовершеннолетних, пожилых людей, бездомных, заключённых, а также умственно или физически недееспособных.
Ключевой проблемой гениократии является размытость критериев интеллектуального уровня. Одна из идей, предложенных Раэлем в «Гениократии», состоит в том, чтобы довести до совершенства или выбрать из существующих ряд тестов, которые определят уровень интеллектуального потенциала каждого человека. По его мнению, этим должна заниматься группа специалистов, включающая психологов, неврологов, этнологов и т. д. При этом для всестороннего понимания интеллекта необходимо учитывать и другие аспекты, в частности, эмоциональный интеллект. При этом книга «Гениократия» обходит стороной рассмотрение неизбежно возникающих моральных проблем: например, многие политические лидеры могут быть очень умными и харизматичными (иметь как высокий эмоциональный/социальный интеллект, так и IQ) по результатам тестов, но при этом принимать морально ущербные решения.
Отсутствие научной строгости породило обширную критику концепции гениократии. В ответ на это Раэль предложил рассматривать эту идею как вариант утопии или провокацию, но не как модель, которой будет следовать человечество.